# Universitat de Lieja

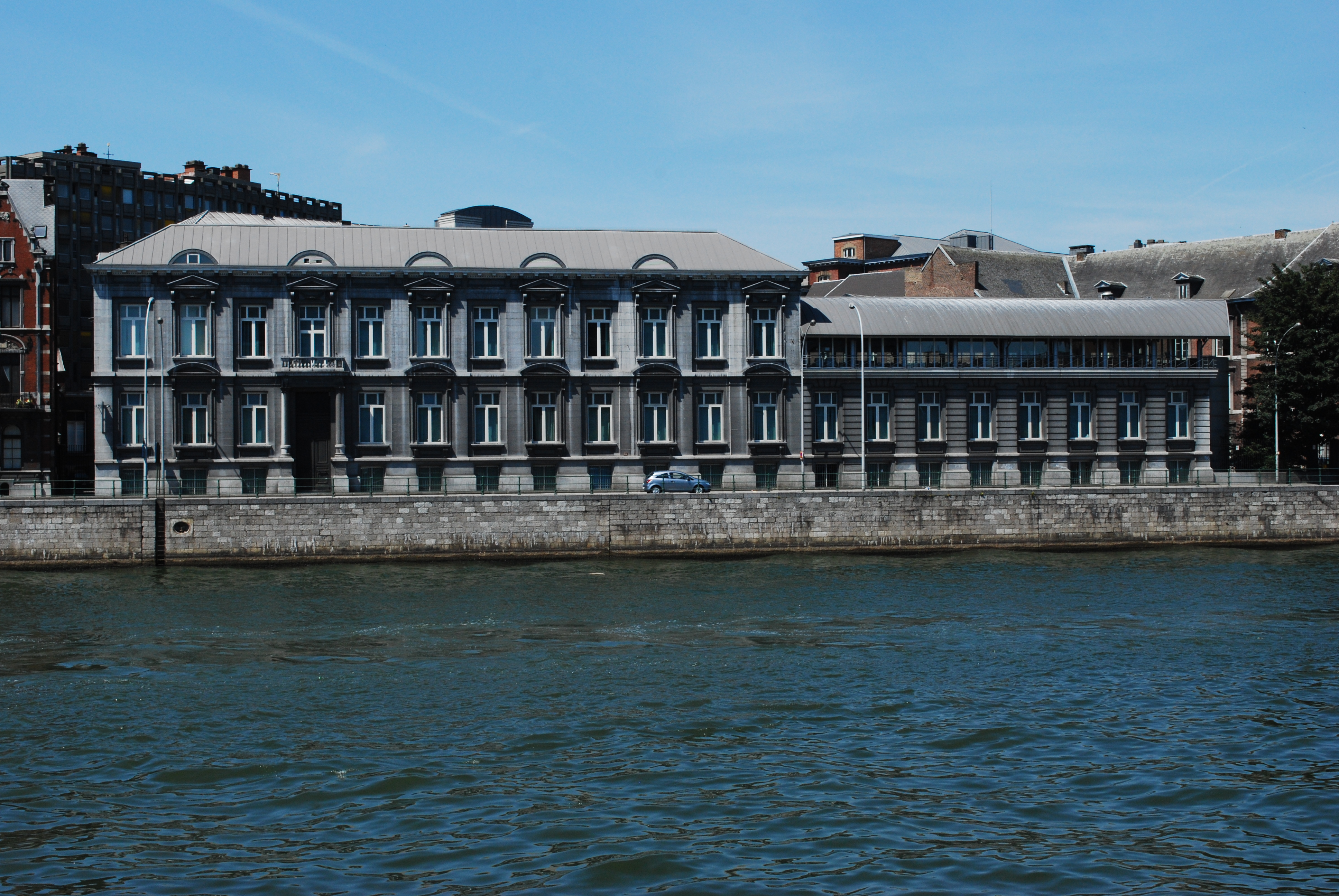
Edifici de la Facultat de Filosofia i Lletres (antic Institut de Química) de la Universitat de Lieja, vora el Mosa

La Universitat de Lieja (en francès Université de Liège o ULiège), és una universitat belga situada a la ciutat de Lieja.
Va ser creada el 1817 pel rei Guillem I, quan la ciutat de Lieja feia part del Regne Unit dels Països Baixos.
És una universitat pública i pluralista. Consta de 9 facultats. Consistia en vuit facultats que van ser redistribuïdes l'1 de gener de 2005, després de la fusió amb HEC (sigles en francès d'Alts Estudis Comercials de Lieja), en nou facultats (dret, medicina, medicina veterinària, filosofia i literatura, psicologia i ciència educació, ciències, ciències aplicades, arquitectura i agronomia), un institut (Institut d'Humanitats i Ciències Socials) i dues escoles (HEC-ULiège i l'Escola de Criminologia Jean Constant), 45 departaments, 200 cursos de formació complementària.

## Alumnes famosos
- Constantin Le Paige (1852-1929), matemàtic i rector de la pròpia universitat (1895-1898)
- Egide Walschaerts (1820-1901), enginyer ferroviari i empresari